# براونشفايغ (مدينة)

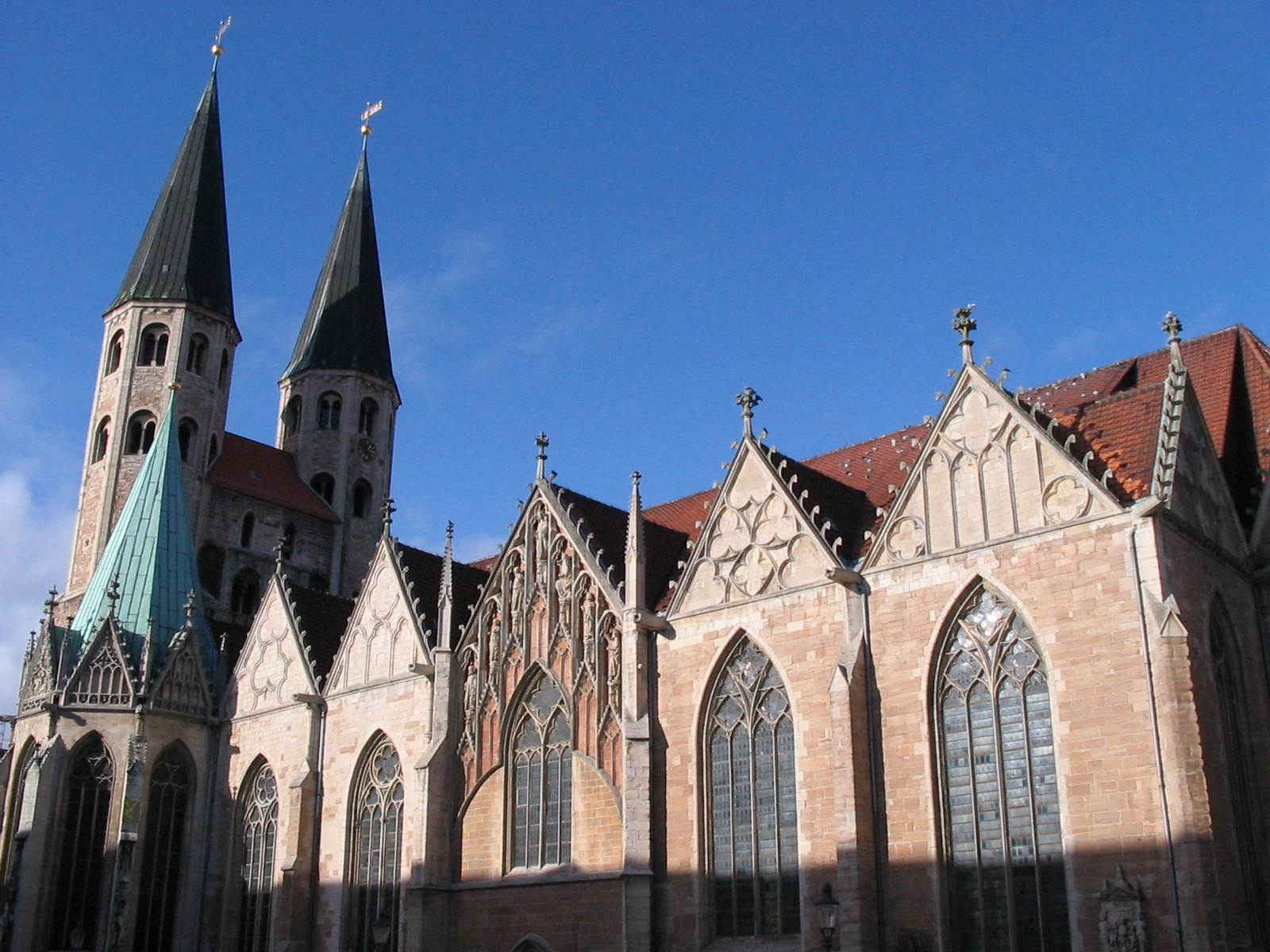
كنيسة القديس مارتيني

براونشفايغ أو براون شفايغ (بالألمانية: Braunschweig) هي ثاني أكبر مدينة في ولاية ساكسونيا السفلى في ألمانيا, عدد سكانها حوالي 250.000 نسمة.
من أشهر معالمها جامعة براونشفايغ التقنية والتي تعتبر من أقدم الجامعات التقنية في أوروبا.
موقعها 52° 16'خط عرض و 10° 31' خط طول.
تمتاز بموقعها الاستراتيجي في وسط شمال ألمانيا, ووقوعها بين مدن مهمة مثل برلين وهامبورغ وهانوفر وغوتنغن.
يؤثر وجود مدينة فولفسبورغ حيث يتم تصنيع سيارات الفولكس فاجن تاثيرا كبيرا يضفي إليها أهمية اقتصادية إضافة إلى دورها الرائد في العلوم.
تم اختيار مدينة براونشفايغ كمدينة العلوم المثالية لعام 2007.

يشكل الاجانب ما مجموعه 16,5% من مجموع السكان, حوالي 19% منهم من اصول تركية, و6% من اصول عربية. وهناك نسبة كبيرة من اصول شرق أوروبية .
| تطور النمو الديموغرافي براونشفايغ (مدينة) بين 1811 و 2004 |        |        |        |         |         |         |         |         |         |         |         |
| 1811                                                      | 1830   | 1849   | 1880   | 1890    | 1900    | 1925    | 1939    | 1950    | 1975    | 1989    | 2004    |
| 27.600                                                    | 35.300 | 39.000 | 75.000 | 100.000 | 128.200 | 146.900 | 196.068 | 223.767 | 269.900 | 253.794 | 239.921 |

## توأمة
لبراونشفايغ (مدينة) اتفاقيات توأمة مع كل من:
- باندونغ (1960 - )
- باث (1971 - )
- كريات طبعون منذ (1986 - )
- ماغديبورغ (1987 - )
- نيم (1962 - )
- سوسة (1980 - )
- زوهاي (2011 - )[11]
- أوماها (1992 - )
- قازان (1988 - )

## أعلام
- ريتشارد ديدكايند
- أوتو الرابع
- ريكاردا هوتش
- فرديناند فون شيل
- أوتو جروتول
- فرديناند من براونشفايغ-فولفنبوتل
- إفرايم ليسينغ
- هاينريش الأسد
- فلهلم رابه
- يوهان أرنولد إيبرت
- دينيس شرودر

## اقرأ أيضا
- قناة الإلبه الفرعية
- هانوفر
- هويس رافع لونيبورغ